# Starogradsko polje (kulturni krajolik)
Kulturni krajolik Starogradsko polje, na upravnom području Grada Starog Grada, zaštićeno kulturno dobro.

## Opis dobra
Starogradsko polje je plodna ravnica na središnjem dijelu otoka Hvara. Na mjestu Starog Grada 384. god. grčki kolonisti s otoka Parosa osnovali su koloniju Pharos, a polje podijelili među sobom u 75 jednakih parcela - chora, vel. 181x 905 m. Struktura polja zadana grčkom podjelom sačuvala se u kamenim suhozidima koji označavaju međe čestica te su se sve kasnije podjele zemlje odvijale unutar osnovnih grčkih čestica, a fizički su se obilježavale na isti način – suhozidnim međama. Starogradsko polje je kroz cijelu svoju povijest zadržalo agrarni karakter i u njemu su nataloženi slojevi svih kultura koje su svoju egzistenciju gradile na činjenici da su neko vrijeme bile u njegovom posjedu.

## Zaštita
Pod oznakom Z-3827 zaveden je kao nepokretno kulturno dobro - kulturni krajolik, pravna statusa zaštićena kulturnog dobra, klasificirano kao "planirani krajolik". Pod UNESCO-ovom je zaštitom.